# Seznam vysokých škol v Hongkongu
Níže je seznam vysokoškolských institucí v Hongkongu podle hongkongského práva.
Pouze první tři kategorie (instituce financované Výborem pro univerzitní granty, samofinancované instituce a veřejné instituce s výjimkou Hongkongského institutu odborného vzdělávání) jsou způsobilé udělit bakalářský titul nebo vyšší titul v Hongkongu.

## Zápis
Používá se následující zápis:
- Univerzity financované Výborem pro univerzitní granty: univerzity financované veřejností a v rámci Výboru pro univerzitní granty
- Samofinancované instituce: instituce vysokoškolského vzdělávání, které jsou samofinancované
- Veřejné instituce: vysokoškolské instituce financované vládou Hongkongu
- Sub-degree instituce: vysoké školy pro jejich akademické ceny až do sub-degree úrovně

## Univerzity financované Výborem pro univerzitní granty
| Název univerzity (tradiční čínské jméno v závorkách)              | Typ     | Rok založení | Rok udělení univerzitního statusu                       |
| ----------------------------------------------------------------- | ------- | --- | ------------------------------------------------------- |
| The Chinese University of Hong Kong (香港中文學)                  | Veřejná | Založena sloučením 3 stávajících vysokých škol (Chung Chi College, New Asia College a United College) v roce 1963                                                                              | 1963 - udělení statutu univerzity spolu se založením    |
| City University of Hong Kong (香港城市學)                         | Veřejná | 1984 - City Polytechnic of Hong Kong | 1994                                                    |
| The Education University of Hong Kong (香港 教育學)               | Veřejná | 1994 - The Hong Kong Institute of Education, vzniklý sloučením 5 stávajících institucí vzdělávání učitelů                                                                                      | 2016                                                    |
| Hong Kong Baptist University (香港浸會大學)                       | Veřejná | 1956 - Hong Kong Baptist College | 1994                                                    |
| The Hong Kong Polytechnic University (香港理工大學)               | Veřejná | 1937 - The Government Trade School 1972 - The Hong Kong Polytechnic | 1994                                                    |
| The Hong Kong University of Science and Technology (香港科技大學) | Veřejná | 1991 - The Hong Kong University of Science and Technology | 1991 - udělení univerzitního statutu spolu se založením |
| Lingnan University (嶺南 大學)                                    | Veřejná | 1888 - Christian College v Kantonu 1903 - Canton Christian College 1927 - Lingnan University 1967 - Lingnan College, obnovené v Hongkongu a registrované jako schválená univerzita v roce 1978 | 1999                                                    |
| The University of Hong Kong (香港大學)                            | Veřejná | Hong Kong College of Medicine for Chinese byla založena v roce 1887, vysoká škola byla sloučena, aby se stala lékařskou školou univerzity v roce 1911                                          | 1911 - udělení statutu univerzity spolu se založením    |

## Samofinancované instituce
| Název instituce (čínský název v závorkách)                                       | Typ      | Rok založení | Rok udělení univerzitního statusu |
| -------------------------------------------------------------------------------- | -------- | --- | --------------------------------- |
| Caritas Institute of Higher Education (明愛專上學院)                             | Soukromá | 1985 - Založena jako Caritas Francis Hsu College (明愛徐誠斌書院) 2011 - Bylo přijato nové čínské jméno „明愛徐誠斌學院“. Poté vysoká škola ten samý rok změnila ten samý rok jméno na to současné | Neuplatňuje se                    |
| Centennial College 明德學院                                                      | Soukromá | 2011 | Neuplatňuje se                    |
| Chu Hai College of Higher Education (珠海學院)                                   | Soukromá | 1947 - Chu Hai University v Kantonu 1949 - Chu Hai College, znovu založené v Hongkongu2004 - Chu Hai College of Higher Education                                                                   | Neuplatňuje se                    |
| Gratia Christian College (宏恩基督教學院)                                        | Soukromá | 2015 | Neuplatňuje se                    |
| Hang Seng University of Hong Kong (香港恒生大學)                                 | Soukromá | 2010 - Hang Seng Management College | 2018                              |
| HKCT Institute of Higher Education (港專學院)                                    | Soukromá | 2014 | Neuplatňuje se                    |
| Hong Kong Nang Yan College of Higher Education (香港能仁專上學院)                | Soukromá | 1969 - Hong Kong Buddhist College 2014 - Hong Kong Nang Yan College of Higher Education | Neuplatňuje se                    |
| Hong Kong Shue Yan University (香港樹仁大學)                                     | Soukromá | 1971 - Hong Kong Shue Yan College | 2006                              |
| The Open University of Hong Kong (香港公開大學)                                  | Veřejná  | 1989 - The Open Learning Institute of Hong Kong | 1997                              |
| Technological and Higher Education Institute of Hong Kong (香港高等科技教育學院) | Veřejná  | 2012 | Neuplatňuje se                    |
| Tung Wah College (東華學院)                                                      | Soukromá | 2010 - Tung Wah Tertiary Institute 2011 - Tung Wah College | Neuplatňuje se                    |
| Yew Chung College of Early Childhood Education (耀中幼教學院)                    | Soukromá | 2018 | Neuplatňuje se                    |

## Veřejné instituce
| Název instituce (čínský název v závorkách)                     | Rok založení                                                       | Rok udělení univerzitního statusu |
| -------------------------------------------------------------- | ------------------------------------------------------------------ | --------------------------------- |
| The Hong Kong Academy for Performing Arts (香港演藝學院)       | 1984                                                               | Neuplatňuje se                    |
| Hong Kong Institute of Vocational Education (香港專業教育學院) | Založena spojením 9 existujících technických institucí v roce 1999 | Neuplatňuje se                    |

## Sub-degree instituce
| Název instituce (čínský název v závorkách)                                                                                        | Rok založení |
| --- | ------------ |
| Caritas Bianchi College of Careers (明愛白英奇專業學校)                                                                           | 1971         |
| UOW College Hong Kong / Community College of City University (香港城市大學專上學院 / 香港澳大利亞伍倫貢書院)                      | 2004         |
| Hong Kong Art School (香港藝術學院)                                                                                               | 2000         |
| Hong Kong Baptist University College of International Education (香港浸會大學國際學院)                                            | 2000         |
| Hong Kong Baptist University School of Continuing Education (香港浸會大學持續教育學院)                                            | 1975         |
| Hong Kong College of Technology (香港專業進修學校)                                                                                | 1957         |
| Hong Kong Institute of Technology (香港科技專上書院)                                                                              | 1997         |
| HKU SPACE Po Leung Kuk Community College (香港大學專業進修學院保良局社區書院)                                                     | 2006         |
| Lingnan Institute of Further Education (嶺南大學持續進修學院)                                                                     | 2001         |
| School of Continuing and Professional Studies, The Chinese University of Hong Kong (香港中文大學專業進修學院)                     | 1957         |
| The Hong Kong Polytechnic University - Hong Kong Community College (香港理工大學 – 香港專上學院)                                  | 2001         |
| HKU SPACE Community College (香港大學附屬學院)                                                                                    | 2000         |
| Li Ka Shing Institute of Professional and Continuing Education, The Open University of Hong Kong (香港公開大學李嘉誠專業進修學院) | 1992         |
| YMCA College Of Careers (青年會專業書院)                                                                                          | 1995         |
| Pui Ching Academy (培正專業書院)                                                                                                  | 2000         |